# Józef Sierakowski (strażnik wielki koronny)
Józef Sierakowski herbu Dołęga (ur. 9 maja 1682, zm. przed 20 czerwca 1748) – strażnik wielki koronny w latach 1730–1748, starosta żytomierski w latach 1725–1727, pułkownik królewski od 1711 roku, starosta olszański, konsyliarz i delegat województwa bełskiego w konfederacji dzikowskiej w 1734 roku, ambasador Rzeczypospolitej w Imperium Osmańskim w latach 1732–1733,

## Życiorys
Był synem kasztelana bełskiego Jana Andrzeja Sierakowskiego i jego pierwszej żony Katarzyny Stadnickiej. Od 1692 uczył się u jezuitów w Lublinie, potem wzorem ojca służył w armii koronnej. W 1697 był już starostą olszańskim. Poseł na sejm elekcyjny 1697 roku z województwa bełskiego. Był elektorem Augusta II Mocnego z województwa bełskiego w 1697 roku. W lutym 1707 uczestniczył w walnej radzie lwowskiej konfederacji sandomierskiej. W 1720 uczestniczył w sejmie wrześniowym jako poseł z województwa bełskiego. Był w Warszawie podczas sejmu 1722. 15 sierpnia 1725 otrzymał starostwo żytomierskie. Poseł na sejm 1728 roku z województwa bełskiego. W 1729 był posłem na sejm z województwa bełskiego. 15 kwietnia 1730 dostał nominację na urząd strażnika wielkiego koronnego. W latach 1732–1733 posłował do Stambułu by sprawdzić jak zachowa się Imperium Osmańskie w razie interwencji austriackiej czy rosyjskiej, jako że państwa te postanowiły w 1732 roku sprzeciwiać się utrzymaniu dynastii saskiej na tronie polskim. Prosił Portę w imieniu Stanisława Poniatowskiego regimentarza koronnego by poparła Stanisława Leszczyńskiego na tron Polski. Był członkiem konfederacji generalnej zawiązanej 27 kwietnia 1733 roku na sejmie konwokacyjnym. Józef Sierakowski oddał głos na Stanisława Leszczyńskiego w elekcji we wrześniu 1733, podpisał się wówczas jako pułkownik pancerny. Po abdykacji Stanisława Leszczyńskiego (styczeń 1736) przyjechał do Warszawy pod koniec kwietnia 1736, zmuszony uznać Augusta III, wycofał się z życia politycznego.
Pierwszą żoną Józefa poślubioną ok. 1709  była Elżbieta Miączyńska (zm. 1732) córka wojewody wołyńskiego Atanazego Miączyńskiego. Miał ż nią trzy córki: Teresę, zamężną za Romanem Sierakowskim h. Ogończyk, chorążym i pisarzem grodzkim krakowskim, Joannę, żonę Michała Jastrzębskiego, stolnika halickiego (zm. przed 18 III 1764), i nieznaną z imienia zakonnicę sakramentkę (zm. 1762) oraz syna Sebastiana starostę olszańskiego. Drugą żoną została poślubiona na Jasnej Górze w lutym 1735 Ludwika z Załuskich, córka Karola, kuchmistrza litewskiego stryjeczna siostra Andrzeja Stanisława wówczas bpa łuckiego i Józefa Andrzeja, wnuczka Aleksandra Załuskiego wojewody rawskiego. Z drugiego małżeństwa miał Józef jednego syna Ignacego starostę olszańskiego.